# Mill River (Connecticut)
Le fleuve Mill est un fleuve américain d'une longueur de 28 km qui coule dans l'État du Connecticut. Il se jette dans l'océan Atlantique au niveau de la ville de New Haven.

## Source de la traduction
- (en) Cet article est partiellement ou en totalité issu de l’article de Wikipédia en anglais intitulé « Mill River (Connecticut) » (voir la liste des auteurs).